# Giorgio di Trebisonda (Mega Comneno)
Giorgio Mega Comneno (in greco Γεώργιος Μέγας Κομνηνός?, Geōrgios Mégas Komnēnos; 1255 circa – dopo il 1284) fu imperatore di Trebisonda dal 1266 al 1280.
Primogenito dell'imperatore Manuele I e della sua terza moglie, Irene Siricena, una nobile trapezuntina, succedette al fratellastro Andronico nel 1266 e regnò per quattordici anni. Giorgio fu il primo imperatore trapezuntino a utilizzare ufficialmente l'appellativo Mega Comneno ("grande Comneno"), che in precedenza era solo un soprannome.

## Regno
Le informazioni relative alla sua parentesi al potere risultano scarsi. Oltre alla durata del suo regno, tutto ciò che Michele Panareto riferisce esplicitamente su Giorgio è la criptica affermazione che «fu infidamente tradito dai suoi funzionari sulla montagna di Taurezion e fatto prigioniero nel giugno [del 1280]». Sebbene tre diverse cronache armene affermino che fosse stato ucciso da Abaqa Khan dell'Ilkhanato, insieme all'atabeg di Lori egli era ancora vivo nel 1284. In quell'anno Giorgio tornò a Trebisonda e tentò di recuperare il suo trono durante il regno di suo fratello Giovanni II, quando Panareto afferma che era conosciuto come "il Vagabondo".
Michel Kuršanskis ha osservato che l'ambasciata di suo padre nel 1253 al re Luigi IX di Francia, che allora si trovava a Sidone, per chiedere in sposa una figlia della sua casata, era l'atto di un vedovo. Kuršanskis sostiene poi in modo convincente che il matrimonio di Manuele con Irene Siricena avvenne dopo quell'anno. Ciò significa che Giorgio, al momento dell'incoronazione, non aveva più di tredici anni, ma probabilmente diversi di meno. Per questa ragione, i primi anni del suo regno si affidò a un reggente per governare l'Impero.
La sua politica estera è invece relativamente più ricostruibile. Il suo rivale per la rivendicazione del trono dell'Impero bizantino, Michele VIII Paleologo, aveva accettato di unificare la Chiesa ortodossa con quella cattolica; un accordo fu firmato al Secondo Concilio di Lione nel 1274; ciò rese Giorgio sempre più gradito ai sostenitori della fazione anti-unionista. Giorgio si trovò direttamente minacciato da Mu'in al-Din Suleyman, che controllava Sinope a ovest e il Principato di Meschezia a est. D'altro canto il Regno d'Imerezia costituiva una potenziale minaccia e il suo sovrano, Davide il Giovane, aveva sposato una delle figlie di Michele nel 1267. Quest'ultimo aveva inoltre fatto sposare un'altra figlia con Abaqa Khan dell'Ilkhanto. Di conseguenza, Giorgio fu costretto a negoziare con i nemici di Michele Palaiologo. Già nel 1266-1267 Carlo d'Angiò, re di Sicilia, scrisse a Giorgio, ma la sua risposta resta sconosciuta. Il protonotario Ogerio riferì a papa Niccolò III che Giorgio stava turbando l'Unione delle Chiese promossa da Michele Palaiologo. «Non si trattava tanto del fatto che Carlo d'Angiò avesse un alleato donchisciottescamente fedele a Trebisonda», scrive Anthony Bryer, «quanto del fatto che, mentre Michele costringeva i suoi sudditi all'unione, Giorgio veniva spinto dai rifugiati anti-unionisti di Costantinopoli a porsi come campione dell'ortodossia e a cercare di sostituire l'"eretico" Michele come imperatore a Costantinopoli».
Gli Annali del vescovo Stefano affermano che Giorgio ebbe una figlia dal nome sconosciuto, che sposò un nobile georgiano. Un'altra possibile figlia (o sorella) sposò invece il re Demetrio II di Georgia.

## Il tradimento a Taurezion
La nota criptica secondo cui Giorgio fu tradito sul monte di Taurezion ha lasciato perplessi gli studiosi sia sul luogo che sull'evento esatto. Nessun altro testo menziona direttamente "il monte di Taurezion". Sono state ipotizzate diverse spiegazioni: la catena montuosa del Tauro, una delle diverse località a sud di Trebisonda e una Taroutza nell'Anatolia orientale. Bryer analizza queste possibilità prima di sottolineare i punti deboli della loro identificazione e di sostenere che con "Taurezion" Panareto intendeva Tabriz, che all'epoca era conosciuta in una forma simile a "Taurezion": le grafie includono l'armeno "T'awrez" o "Davrez"; Marco Polo la chiamava "Tauris" e un vescovo siriano di "Taurezium" è menzionato nel 1277.
Per quanto riguarda il modo in cui Giorgio fu tradito, ci sono almeno due ipotesi diverse. Da un lato, George Finlay e William Miller hanno interpretato questo passaggio come se fosse stato catturato in battaglia, una ricostryzione questa avvalorata da altri storici. Dal canto suo, Anthony Bryer ha pubblicato un articolo sulla Byzantinische Zeitschrift sostenendo che questo passaggio dovrebbe essere interpretato come se Giorgio fosse stato tradito ad Abaqa Khan dai suoi arconti su una montagna vicino a Tabriz, dove Abaqa risiedeva nell'estate del 1280. Alcuni studiosi come Michel Kuršanskis hanno ritenuto maggiormente verosimile l'interpretazione di Bryer. Un terzo ricercatore, Ahmet Zehiroglu, ha ipotizzato che Giorgio fosse stato catturato a seguito di una cospirazione bizantina e fatto prigioniero insieme alla madre da Abaqa Khan, sui monti Dersim e nell'estate del 1280.
Bryer ha sostenuto inoltre che esistono degli indizi i quali indicherebbero che Giorgio non assunse mai pienamente il titolo di imperatore (basileus). Al contrario, è praticamente certo che suo padre Manuele lo fece prima di lui e suo fratello Giovanni dopo. Non vennero emesse monete d'argento a suo nome, anche se una quantità sorprendentemente grande (oltre 200 conii) fu battuta a nome del padre; Bryer ipotizza che alcune di esse furono emesse da Giorgio a nome del padre. Solo in una delle sue emissioni di monete di rame porta l'epiteto di "Mega Comneno", mentre in un'altra è descritto come "Despota" (despotes), un titolo subordinato a quello di imperatore. Inoltre, si tratta dell'unico sovrano di Trebisonda che Panareto, nella sua cronaca, non chiama "Mega Comneno" e non si riferisce a sua madre Irene Siricena come "despoina". «È possibile che Abaqa si sia rifiutato di riconoscerlo come Mega Comneno», scrive Bryer, «da qui il titolo sussidiario di Despota su uno dei suoi tipi di moneta, la sua incapacità di coniare aspri d'argento e la reticenza di Panareto nell'attribuirgli qualsiasi titolo».
Dopo aver esposto la sua argomentazione, Bryer ipotizza gli ultimi anni documentati di Giorgio. Bryer sottolinea che non fu un impostore a comparire a Trebisonda nel 1284, perché "è improbabile che Giovanni II non abbia riconosciuto il fratellastro". Bryer suggerisce invece che per varie ragioni Abaqa risparmiò Giorgio e lo imprigionò; alla morte di Abaqa, il 1º aprile 1282, Giorgio fu rilasciato. Poi «andò da suo genero Demetrio II di Georgia e dalla Georgia lanciò un attacco a Trebisonda nel 1284», solo per essere respinto dalle stesse persone che lo avevano tradito quattro anni prima.

## Ascendenza
|                         |   |         | Genitori               |  |  | Nonni |  |  | Bisnonni        |  |  | Trisnonni           |  |
|                         |   |         |                        |  |  |       |  |  | Manuele Comneno |  |  | Andronico I Comneno |  |
|                         |   |         |                        |  |  |       |  |  | Manuele Comneno |  |  | Andronico I Comneno |  |
|                         |   | …       |                        |  |  |       |  |  | Manuele Comneno |  |  |                     |  |
| Alessio I di Trebisonda |   |         |                        |  |  |       |  |  | Manuele Comneno |  |  |                     |  |
|                         |   | Rusudan | Giorgio III di Georgia |  |  |       |  |  |                 |  |  |                     |  |
|                         |   | Rusudan | Giorgio III di Georgia |  |  |       |  |  |                 |  |  |                     |  |
|                         |   | Rusudan | Burdukhan d'Alania     |  |  |       |  |  |                 |  |  |                     |  |
| Manuele I di Trebisonda |   | Rusudan |                        |  |  |       |  |  |                 |  |  |                     |  |
|                         |   | …       | …                      |  |  |       |  |  |                 |  |  |                     |  |
|                         |   | …       | …                      |  |  |       |  |  |                 |  |  |                     |  |
|                         |   | …       | …                      |  |  |       |  |  |                 |  |  |                     |  |
| Teodora Axuchina        |   | …       |                        |  |  |       |  |  |                 |  |  |                     |  |
|                         |   | …       | …                      |  |  |       |  |  |                 |  |  |                     |  |
|                         |   | …       | …                      |  |  |       |  |  |                 |  |  |                     |  |
|                         |   | …       | …                      |  |  |       |  |  |                 |  |  |                     |  |
| Giorgio di Trebisonda   |   | …       |                        |  |  |       |  |  |                 |  |  |                     |  |
|                         | … | …       |                        |  |  |       |  |  |                 |  |  |                     |  |
|                         | … | …       |                        |  |  |       |  |  |                 |  |  |                     |  |
|                         | … | …       |                        |  |  |       |  |  |                 |  |  |                     |  |
| …                       | … |         |                        |  |  |       |  |  |                 |  |  |                     |  |
|                         |   | …       | …                      |  |  |       |  |  |                 |  |  |                     |  |
|                         |   | …       | …                      |  |  |       |  |  |                 |  |  |                     |  |
|                         |   | …       | …                      |  |  |       |  |  |                 |  |  |                     |  |
| Irene Siricena          |   | …       |                        |  |  |       |  |  |                 |  |  |                     |  |
|                         |   | …       | …                      |  |  |       |  |  |                 |  |  |                     |  |
|                         |   | …       | …                      |  |  |       |  |  |                 |  |  |                     |  |
|                         |   | …       | …                      |  |  |       |  |  |                 |  |  |                     |  |
| …                       |   | …       |                        |  |  |       |  |  |                 |  |  |                     |  |
|                         |   | …       | …                      |  |  |       |  |  |                 |  |  |                     |  |
|                         |   | …       | …                      |  |  |       |  |  |                 |  |  |                     |  |
|                         |   | …       | …                      |  |  |       |  |  |                 |  |  |                     |  |
|                         |   | …       |                        |  |  |       |  |  |                 |  |  |                     |  |